# Vitved Sogn
Vitved Sogn er et sogn i Århus Søndre Provsti (Århus Stift).
I 1800-tallet var Vitved Sogn anneks til Fruering Sogn. Begge sogne hørte til Hjelmslev Herred i Skanderborg Amt. Fruering-Vitved sognekommune blev ved kommunalreformen i 1970 indlemmet i Skanderborg Kommune.
I Vitved Sogn ligger Vitved Kirke.
I sognet findes følgende autoriserede stednavne:
- Fastrup (bebyggelse, ejerlav)
- Fastrup Mark (bebyggelse)
- Højlundsparken (bebyggelse)
- Solbjerg (bebyggelse, ejerlav)
- Vitved (bebyggelse, ejerlav)